# Крилоське Євангеліє
Крилоське (Галицьке) Євангеліє — рукописне Євангеліє 1144 року, найдавніший з точно датованих слов'янських кириличних рукописів Євангелія-тетр (четвероєвангелія). Зберігається у Москві в Державному історичному музеї. Пам'ятка української мови.

## Історія книги

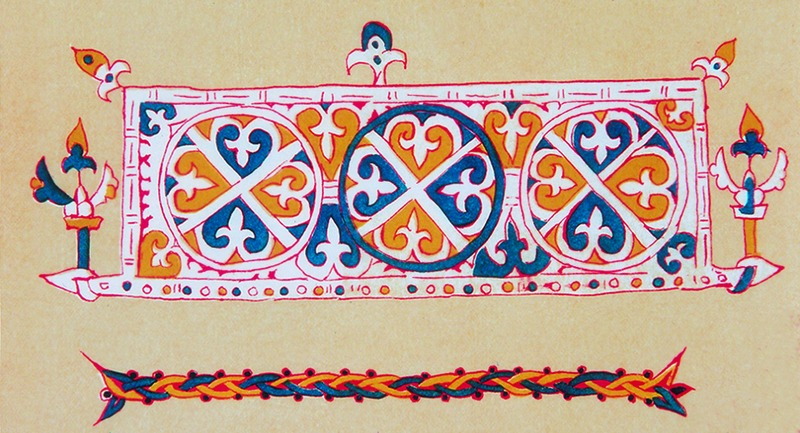
Заставка перед місяцесловом

Рукопис створено в Галицько-Волинському князівстві. На початку XIV століття, після доповнення рукопису Крилоське євангеліє вкладено якимось Яковом в якийсь храм. Запис про це зберігся на ст. 111, але його початок втрачено, тож назва храму залишається невстановленою.
У 1576 році рукопис перебував в Успенському кафедральному соборі Крилоса (стародавнє місто Галич, в даний час село в Івано-Франківській області, Україна), про що свідчить залишений на ньому підпис єпископа Гедеона (Балабана).
У 1679 році запис на аркуші 228 залишив Сучавський митрополит Досифей, що свідчить про знаходження Євангелія в Молдові. Митрополит збирався повернути Євангеліє назад в Крилос, але в невстановлений час рукопис потрапив в Москву до справщиків друкарського двору ієромонаха Тимофія і у 1699 після його смерті надійшов у бібліотеку Московського друкарського двору.
У 1786 Євангеліє за імператорським указом разом з іншими стародавніми книгами друкарського двору передано в Московську Синодальну бібліотеку.
У 1920 рукопис надійшов у відділ рукописів Державного історичного музею, де зберігається донині.
Наукове видання Євангелія виконано єпископом Амфілохієм (Сергиївським-Казанцевим). Він підготував і видав у 1882—1883 тритомний твір: «Четвероєвангеліє Галицьке 1144 р; звірення з давньослов'янськими рукописними Євангеліями XI—XVII ст. і друкованими: Острозьким 1576 р і Київським 1788 р з грецьким євангельським текстом 635 року, звірення з грецькими Четвероєвангеліями X і X—XI ст. графа Орлова-Давидова та з різночитаннями, обраними Преосвященним Порфирієм з Євангелій Публічної Бібліотеки в С.-Петербурзі і друкованими 1757 р виданнями Рейнекція і 1854 р видання Тішендорф».